# Tianna (actriz porno)
Tianna (Los Ángeles, California; 30 de noviembre de 1963) es el nombre artístico de una ex actriz pornográfica estadounidense, miembro del Salón de la fama de AVN desde 2002.

## Biografía
Comenzó su carrera pornográfica en 1989, con 26 años. Destacó, dentro de la industria, por sus trabajos para productoras como Evil Angel, VCA Pictures, Elegant Angel, Vivid, Gourmet/GVC, Caballero, Canyon Video, Magma, Exquisite, Metro, Marlowe Sales o Bizarre Video, entre otras.
En el año de su debut, destacó por su papel en The Adventures of Buttman, una de las sagas más destacadas del estudio Evil Angel, dirigida y protagonizada por John Stagliano y en la que Tianna compartió escenas con Bionca, Tracey Adams, Randy Spears y Tom Byron. El propio Stagliano destacaría en aquella película el "estilo único" de Tianna.
En 1991 recibió sus dos primeras nominaciones en los Premios AVN. Las dos en la categoría de Mejor escena de sexo lésbico en grupo por las películas Between the Cheeks 2 y Ghost Lusters. Al año siguiente, en 1992, se llevó su primer Premio AVN a la Mejor Tease Performance por la dupla Indian Summer 1 & 2,
Su gran año en los Premios AVN fue 1994, en la que recibió tres nominaciones, y las tres se convirtieron en premio. Por su trabajo en la película Justine se llevó dos galardones a la Mejor actriz de reparto y a la Mejor Tease Performance. También se llevó el galardón a la Mejor escena de sexo lésbico en grupo por Buttslammers 2.
Se retiró como actriz en 1995, habiendo aparecido en más de 190 películas.
Algunas de sus películas son All American Girl, Backdoor to Russia 2, Corruption, Deep Throat 4, Easy Way Out, Gang Bangs 2, Honey Drippers, Last Temptation, New Barbarians, Pony Girls, Totally Tianna o Wet N Working.

## Premios y nominaciones
| Año  | Ceremonia   | Resultado | Premio                                | Trabajo                    |
| ---- | ----------- | --------- | ------------------------------------- | -------------------------- |
| 1991 | Premios AVN | Nominada  | Mejor escena de sexo lésbico en grupo | Between the Cheeks 2       |
| 1991 | Premios AVN | Nominada  | Mejor escena de sexo lésbico en grupo | Ghost Lusters              |
| 1992 | Premios AVN | Ganadora  | Mejor Tease Performance               | Indian Summer, Parts 1 & 2 |
| 1992 | Premios AVN | Nominada  | Mejor escena de sexo lésbico en grupo | Buttwoman                  |
| 1994 | Premios AVN | Ganadora  | Mejor actriz de reparto               | Justine (en película)      |
| 1994 | Premios AVN | Ganadora  | Mejor escena de sexo lésbico en grupo | Buttslammers 2 (en vídeo)  |
| 1994 | Premios AVN | Ganadora  | Mejor Tease Performance               | Justine                    |